# Nagy Gyula (labdarúgó)
Nagy Gyula (Szob, 1924. április 7. – Marseillan, 1996. március 10.) magyar labdarugó és edző. 

## Sikerei, díjai
Olympique Alès
- Francia bajnok (másodosztály): 1956–1957